# 中山満親
中山 満親（なかやま みつちか）は、南北朝時代から室町時代前期にかけての公卿。権中納言・中山親雅の子。官位は正二位・権大納言。中山家8代当主。初名は親兼（ちかかね）。

## 経歴
後円融朝の応安6年/文中2年（1373年）叙爵。永和元年/天授元年（1375年）、侍従となる。至徳3年/元中3年（1386年）正五位下に叙され、満親（みつちか）と改名。嘉慶元年/元中4年（1387年）、左近衛少将となる。明徳元年/元中7年（1390年）、信濃権介。応永2年（1395年）、蔵人頭。応永9年（1402年）、正四位上・参議となり公卿に列する。
応永10年（1403年）、従三位、加賀権守（ - 1407年）。応永15年（1408年）、正三位に叙される。応永17年（1410年）、因幡権守。応永18年（1411年）、従二位・左近衛中将。応永21年（1414年）、権中納言。応永24年（1417年）、正二位。応永25年（1418年）、権大納言。
応永28年（1421年）、出家し祐満と号す。同年4月に薨去。享年51。

## 官歴
『公卿補任』による
- 応安6年（1373年） 11月1日：叙爵（従五位下）
- 永和元年（1375年） 4月17日：侍従
- 永和4年（1378年） 正月某日：従五位上
- 至徳3年（1386年） 正月6日：正五位下
- 至徳4年（1387年） 正月28日：左近衛少将
- 嘉慶2年（1388年） 正月16日：従四位下
- 康応元年（1389年） 4月20日：左近衛中将
- 康応2年（1390年） 3月某日：信濃権介
- 明徳2年（1391年） 正月6日：従四位上
- 明徳4年（1393年） 4月23日：正四位下
- 応永2年（1395年） 6月3日：蔵人頭。9月10日：正四位上
- 応永9年（1402年） 8月22日：参議
- 応永10年（1403年） 正月6日：従三位。3月22日：兼加賀権守
- 応永15年（1408年） 正月5日：正三位
- 応永17年（1410年） 正月28日：兼因幡権守
- 応永18年（1411年） 正月5日：従二位。12月20日：兼左近衛中将
- 応永21年（1414年） 3月16日：権中納言
- 応永24年（1417年） 正月5日：正二位
- 応永25年（1418年） 3月27日：権大納言。5月14日：辞権大納言。12月2日：還任権大納言
- 応永28年（1421年） 4月16日：出家（法名祐満）。4月26日：薨去（享年51）

## 系譜
- 父：中山親雅
- 母：加賀局（?-1422?） - 長快の娘
- 妻：伊予守満貞の娘
  - 男子：中山定親（1401-1459）
  - 男子：中山有親